# Résolution 990 du Conseil de sécurité des Nations unies
Membres permanents
- Chine
- États-Unis
- France
- Royaume-Uni
- Russie

Membres non permanents
- Allemagne
- Argentine
- Botswana
- Honduras
- Indonésie
- Italie
- Nigéria
- Oman
- République tchèque
- Rwanda

Résolution no 989 Résolution no 991
Dans la résolution 990 du Conseil de sécurité des Nations unies, adoptée à l'unanimité le 28 avril 1995, après avoir réaffirmé toutes les résolutions sur le conflit en ex-Yougoslavie, en particulier les résolutions 981 (1995) et 982 (1995), le Conseil, agissant en vertu du Chapitre VII de la Charte des Nations unies, a autorisé le déploiement de l’Opération des Nations unies pour le rétablissement de la confiance en Croatie (ONURC).
Le Conseil de sécurité a appelé le gouvernement croate et les autorités serbes locales à coopérer pleinement avec l'ONURC dans la mise en œuvre de son mandat, exprimant sa préoccupation quant au fait qu'un accord sur le statut des forces n'ait pas encore été signé par la Croatie. Le secrétaire général a été prié de faire rapport au Conseil le 15 mai 1995 au plus tard sur cette question.

## Voir également
- Dislocation de la Yougoslavie
- Guerre de Croatie
- Opération Tempête
- Guerres de Yougoslavie